# José Pozo
José Pozo (Lleida, 1967) és un director i productor de cinema d'animació espanyol.

## Carrera cinematogràfica
El 2003 va realitzar El Cid: La leyenda una pel·lícula de animació que compta les gestes de la famosa figura espanyola. És també guionista de la pel·lícula. Aquesta pel·lícula va rebre el Premi Goya i el Premi Barcelona de cinema a la millor pel·lícula d'animació.
El 2007, va dirigir Donkey Xote, una altra pel·lícula d'animació, però aquesta vegada en 3D, que compte, des d'un altre punt de vista, el del ruc Rucio, la segona part del famós llibre de Miguel de Cervantes Saavedra, El Quixot, una altra figura de la literatura espanyola. Encara que la pel·lícula va ser nominada als Premis Gaudí i als Goya, no va rebre cap guardó.
El 2008, va finalitzar la seva etapa al capdavant de la divisió d'animació de Filmax. Pozo va iniciar la producció de diferents projectes cinematogràfics, com el documental Y también Gaelle (2011), el curtmetratge Inquietante 2011 o la producció executiva del llargmetratge Viaje a Surtsey 2012.
El 2014 va produir, va escriure i va dirigir el llargmetratge Nick i el 2017 73 Minutos.

## Filmografia

### Pel·lícules com a director
- 2003 - El Cid: La leyenda
- 2007 - Donkey Xote
- 2013 - Clodette Curtmetratge
- 2014 - Nick
- 2016 - 73 Minutos

### Pel·lícules com a productor
- 2003 - El Cid: La leyenda / Productor Creatiu
- 2004 - Gisaku / Productor Creatiu
- 2007 - Nocturna, una aventura mágica / Productor Creatiu
- 2007 - Donkey Xote / Productor Creatiu
- 2011 - Y también Gaelle / Productor
- 2011 - Inquietante / Productor
- 2012 - Viaje a Surtsey / Productor executiu
- 2013 - Clodette / Productor
- 2014 - Voyeur / Productor consultor
- 2014 - Nick / Productor
- 2016 - 73 Minutos / Productor
- 2017 - Solo / Productor executiu[3]

### Pel·lícules com guionista
- 2003 - El Cid: La leyenda
- 2012 - Nick
- 2013 - Clodette
- 2016 - 73 Minutos

## Premis
Toronto International film & video Awards
| Any  | Categoria                             | Pel·lícula | Resultat  |
| ---- | ------------------------------------- | ---------- | --------- |
| 2015 | Millor pel·lícula de pressupost mitjà | Nick       | Guanyador |

VI edició Piélagos en curt
| Any  | Categoria                           | Pel·lícula | Resultat  |
| ---- | ----------------------------------- | ---------- | --------- |
| 2015 | Millor pel·lícula "Posada de Llarg" | Nick       | Guanyador |

Premis Barcelona de Cinema
| Any  | Categoria                    | Pel·lícula         | Resultat  |
| ---- | ---------------------------- | ------------------ | --------- |
| 2004 | Millor pel·lícula d'animació | El Cid: La leyenda | Guanyador |

Premis Goya
| Any  | Categoria                    | Pel·lícula         | Resultat |
| ---- | ---------------------------- | ------------------ | -------- |
| 2003 | Millor pel·lícula d'animació | El Cid: La leyenda | Ganador  |

Premis Gaudí
| Any  | Categoria                    | Pel·lícula         | Resultat  |
| ---- | ---------------------------- | ------------------ | --------- |
| 2004 | Millor pel·lícula d'animació | El Cid: La leyenda | Guanyador |
| 2008 | Millor pel·lícula d'animació | Donkey Xote        | Nominat   |